# Beta-felandrenska sintaza (neril-difosfat-ciklizacija)
Beta-felandrenska sintaza (neril-difosfat-ciklizacija) (EC 4.2.3.51, felandrenska sintaza 1, PHS1, monoterpenska sintaza PHS1) je enzim sa sistematskim imenom neril-difosfat difosfat-lijaza (ciklizacija, formira beta-felandren). Ovaj enzim katalizuje sledeću hemijsku reakciju
neril difosfat {\displaystyle \rightleftharpoons } beta-felandren + difosfat
Enzim iz Solanum lycopersicum ima veoma nizak afinitet za geranil difosfat kao supstrat.

## Literatura
- Nicholas C. Price; Lewis Stevens (1999). Fundamentals of Enzymology: The Cell and Molecular Biology of Catalytic Proteins (Third изд.). USA: Oxford University Press. ISBN 019850229X.
- Eric J. Toone (2006). Advances in Enzymology and Related Areas of Molecular Biology, Protein Evolution (Volume 75 изд.). Wiley-Interscience. ISBN 0471205036.
- Branden C; Tooze J. Introduction to Protein Structure. New York, NY: Garland Publishing. ISBN 0-8153-2305-0.
- Irwin H. Segel. Enzyme Kinetics: Behavior and Analysis of Rapid Equilibrium and Steady-State Enzyme Systems (Book 44 изд.). Wiley Classics Library. ISBN 0471303097.

## Spoljašnje veze
- Beta-phellandrene+synthase+(neryl-diphosphate-cyclizing) на 